# Tfilin

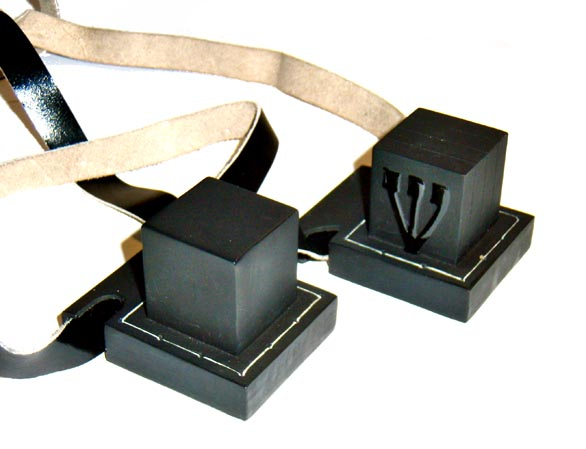
Ukázka tfilin

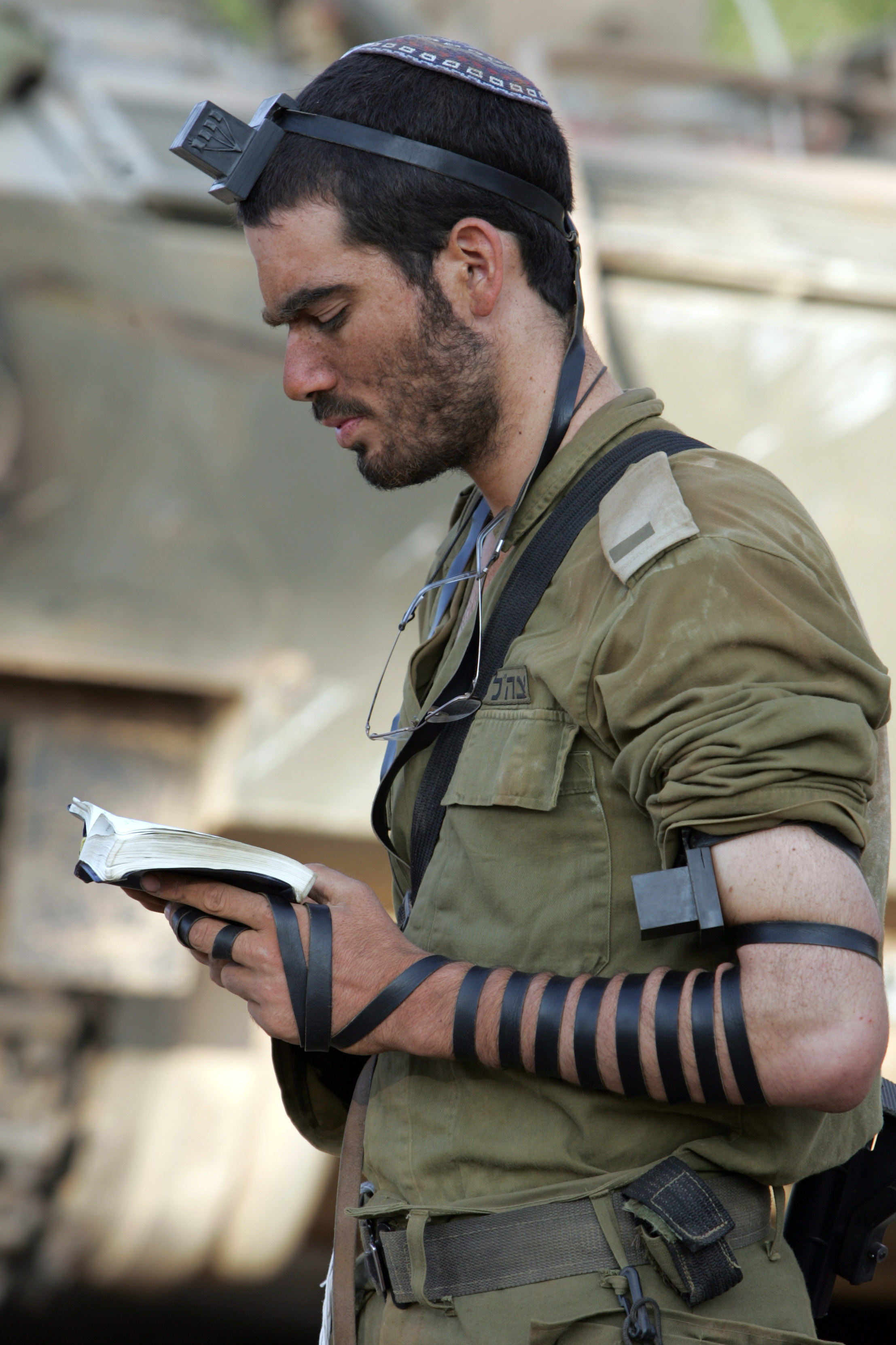
Izraelský voják modlící se s tfilin

Tfilin (hebrejsky תפילין‎, od tfila, doslova modlitba) jsou modlitební řemínky a jeden z nejstarších znaků judaismu. Někdy jsou označovány také jako fylaktéria (přes pozdnělat. phylacterium z řec. phylacterion ochrana, záštita, amulet), což je však pejorativní a nesprávné pojmenování křesťanského původu. Jsou tvořeny dvěma malými černými krabičkami (batim, doslova „domečky“), ve kterých jsou malé pergamenové svitky s pasážemi z Tóry. Každá z krabiček je upevněna na dlouhém černém koženém řemínku (recu'a, pl. recu'ot), kterými se jedna připevňuje na ruku a druhá na hlavu.

## Etymologie
Slova tfilin i tfila má původ v hebrejském slově modlitba. Kořen je palel, což znamená „posouzení“. Modlitba a pomůcky k ní mají napomoci ke stvrzení naší modlitby před Bohem. Zatímco On nás posuzuje, i my sami se nad sebou kriticky zamyslíme. Tfilin se nosí jen ve všední dny. Mají nám pomáhat, abychom uprostřed každodenních všedních starostí nezapomínali na Boží přikázání a nezanedbávali je. Proto není zvykem pokládat tfilin o svátcích, kdy jsme tak jako tak zbaveni všedních starostí.

## Příkaz pokládat tfilin
Pokládání tfilin je přikázáno v Tóře:
| „                       | Slyš, Izraeli, Hospodin je náš Bůh, Hospodin jediný. Budeš milovat Hospodina, svého Boha celým svým srdcem a celou svou duší a celou svou silou. A tato slova, která ti dnes přikazuji, budeš mít v srdci. Budeš je vštěpovat svým synům a budeš o nich rozmlouvat, když budeš sedět doma nebo půjdeš cestou, když budeš uléhat nebo vstávat. Uvážeš si je jako znamení na ruku a budeš je mít jako pásek na čele mezi očima. Napíšeš je také na veřeje svého domu a na své brány. | “ |
| — Dt 6, 4–9 (Kral, ČEP) | |   |

## Užívání tfilin
Tfilin nosí muži k ranní modlitbě, eventuálně je mohou nosit i během odpolední modlitby Mincha. V některých neortodoxních synagogách je nosí i ženy. Z historie je znám příklad Rašiho dcer, které údajně rovněž nosily tfilin, rovněž i ve starověkých dobách pravděpodobně existovaly skupiny žen, které nosily tfilin a talit.
Tfilin určené pro paži (tfilin šel jad) dáváme na tu slabší. To je pro většinu lidí levá, pro leváky pravá. Dáváme je na slabší ruku, protože svitky, které v sobě tfilin obsahují, jsou psány stejně, jako svitek Tóry a svitek mezuzy, a mají proto stejný stupeň svatosti, díky které „posilují“ člověka.[zdroj?] Tfilin se dá na biceps zhruba ve výši srdce a mírně jej pootočíme směrem k srdci. Po odříkání požehnání „…ašer kidšanu be-micvotav ve-civanu le-haniach tfilin“ se řemínek omotá sedmkrát kolem předloktí, čímž symbolizuje[zdroj?] sedm dní v týdnu.

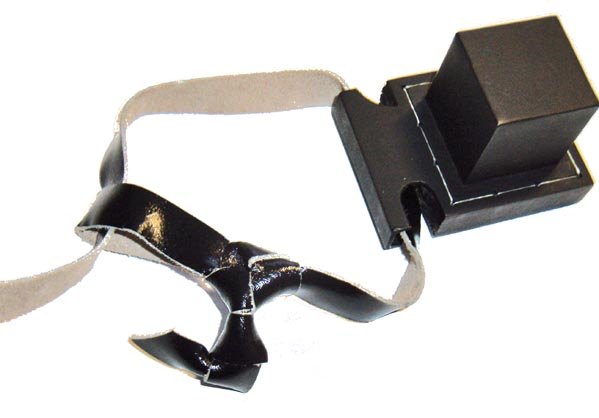
Tfilin šel jad

Poté se přiloží tfilin pro hlavu (tfilin šel roš) doprostřed čela v místech, kde začínají růst vlasy, a to tak, aby uzel (kešer), který spojuje řemínek za hlavou, přišel doprostřed týla. Oba konce řemínku se nechají viset vlevo i vpravo přes krk podél těla. Tfilin pokládáme na přechod mezi čelem a temenem, nikoliv mezi oči, jak by se mohlo zdát z doslovného výkladu biblického příkazu. Poté odříkáme požehnání „…ašer kidšanu be-micvotav ve-civanu al micvat tfilin.“ Následně se na ruce ovine řemínek třikrát kolem kloubů třetího a čtvrtého prstu a do tří různých pruhů kolem celé dlaně tak, že na ruce se vytvoří písmeno šín, na omotaných prstech písmeno dalet a tato společně s uzlem ve tvaru písmene jod, kterým je bajit připevněn k řemínku, vytvoří tři hebrejská písmena שדי‎, šadaj, což znamená Všemohoucí. Obdobným způsobem je vytvořeno slovo שדי‎ i u tfilin pro hlavu, kde šin je napsáno přímo na bajit, dalet je symbolizován uzlem, kterým je řemínek svázán do čelenky, a jod uzlem na tfilin šel jad.

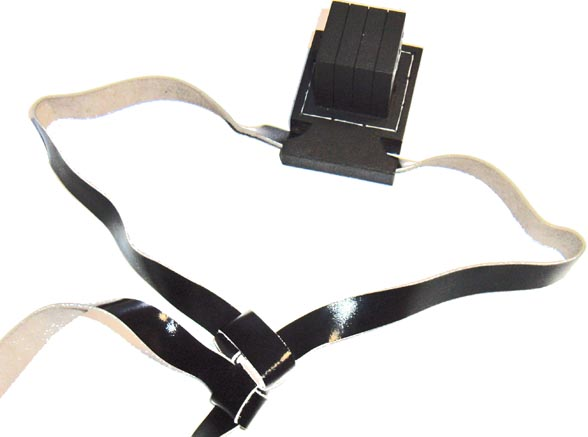
Tfilin šel roš

Když se tfilin nepoužívají, zůstávají uloženy ve zdobeném dřevěném, kovovém nebo plastovém pouzdře a takto jsou uloženy do sáčku, obvykle sametového, stejně jako je tomu u talitu, aby nebyly poškozeny. Zbožní židé se snaží získat tfilin co nejlepší kvality s úhledně napsanými pergameny a krabičkami, které jsou vyřezány do přesné krychle z jediného kusu výběrové kůže (or echad). Krabičky i řemínky musí být černé, vyrobené pouze z kůže košer zvířete, které bylo zabito košer způsobem a navíc se záměrem, že jeho kůže bude použita k vykonání micvy, totiž ke zhotovení tfilin. Texty píše ručně na pergamen speciálně vyškolený písař – sofer.
Tfilin pro hlavu má čtyři vroubky, zatímco tfilin pro ruku je zcela hladký. Jeden důvod je ten, že biblické pasáže, které obsahují tfilin pro hlavu, jsou napsány na čtyřech oddělených proužcích pergamenu, v případě tfilin pro ruku jsou všechny čtyři pasáže napsány na jednom proužku. Druhý důvod vysvětlují učenci[zdroj?] tak, že člověk má uvažovat široce, z mnoha hledisek, avšak čin má být rozhodný, jednoznačný. A čin má určovat srdce. Proto se upevňuje do výše srdce a natáčí směrem k srdci.
Tfilin jsou jeden z nejstarších znaků židovství. V Izraeli se ve vykopávkách nalezly řemínky více než tři tisíce let staré. Prokazatelně tfilin užívali kumránští esejci. V jeskyních u Mrtvého moře se našly svitky pergamenů užívaných v tfilin.

## Obsah tfilin
Pasáže z Tóry, které jsou obsaženy v tfilin, jsou následující:
- Exodus 13:1–10
- Exodus 13:11–16
- Deuteronomium 6:4–9
- Deuteronomium 11:13–21

Takto jsou oddíly v tfilin pro hlavu uspořádány podle Rašiho. Rašiho vnuk, rabi Ja'akov ben Me'ir, zvaný Rabenu Tam, stanovuje ovšem odlišné pořadí:
- Exodus 13:1–10
- Exodus 13:11–16
- Deuteronomium 11:13–21
- Deuteronomium 6:4–9

Většina židů (cca 95 %) následuje Rašiho, avšak oba zvyky jsou platné.[zdroj?] Někteří židé používají oba druhy tfilin najednou nebo je vystřídají během modlitby.
V těchto čtyřech pasážích se vždy jedná o přikládání tfilin jako znamení a symbolu židovské víry a oddanosti k Bohu.